# Miste
Miste is een buurtschap in de gemeente Winterswijk, in de Gelderse Achterhoek, in Nederland. De buurtschap telt per 1 januari 2023 535 inwoners en heeft een oppervlakte van bijna 11 km².
Miste is ten zuidwesten gelegen van Winterswijk en kent in het oosten een bosrijk gebied. De basisschool van Miste wordt gedeeld met het kleinere Corle. De basisschool is niet het enige wat gedeeld wordt. Zo is voetbalclub MEC ook gedeeld tussen de twee buurtschappen. Vroeger leefden de bewoners vooral van de landbouw, maar begin 21e eeuw is dat duidelijk een stuk minder. Miste kent tegenwoordig een groot aantal campings. Miste geniet enige bekendheid bij geologen in Nederland en daarbuiten. Het gebied is een paleontologische vindplaats die rijk is aan schelpen (meer dan 500 soorten) en haaientanden uit het Midden Mioceen.
In Miste staat een korenmolen, De Meenkmolen uit 1851.
Ten zuiden van Miste loopt de spoorlijn Winterswijk - Zevenaar die eind 19e eeuw is gerealiseerd en door de GOLS werd geëxploiteerd. Ter hoogte van Miste, bij de Halteweg, was er een spoorweghalte voor bewoners uit Miste, te weten halte Miste. Deze is in 1933 gesloten.

## Geschiedenis
De naam Miste is afkomstig van edelman Theodoricus de Misthae die in 1248 en 1250 behoorde onder de getuigen van graaf Herman van Lohn in het Hof ter Miste. Het was toen een hofhorig goed onder de heerlijkheid Bredevoort Alle horigen uit Winterswijk en haar buurtschappen vielen onder dit Misterhof. Met de afbraak van het feodalisme onder invloed van de Franse Revolutie verdween de betekenis van dit hof.

## Geboren
- Henk Krosenbrink (1928-2015), dichter en schrijver